# Tricyphona acicularis
Tricyphona acicularis är en tvåvingeart som först beskrevs av Alexander 1945.  Tricyphona acicularis ingår i släktet Tricyphona och familjen hårögonharkrankar.
Artens utbredningsområde är Nordkorea. Inga underarter finns listade i Catalogue of Life.